# Anthurium crystallinum
Anthurium crystallinum är en kallaväxtart som beskrevs av Jean Jules Linden och Éduard-François André. Anthurium crystallinum ingår i släktet Anthurium och familjen kallaväxter. Inga underarter finns listade.

## Bildgalleri

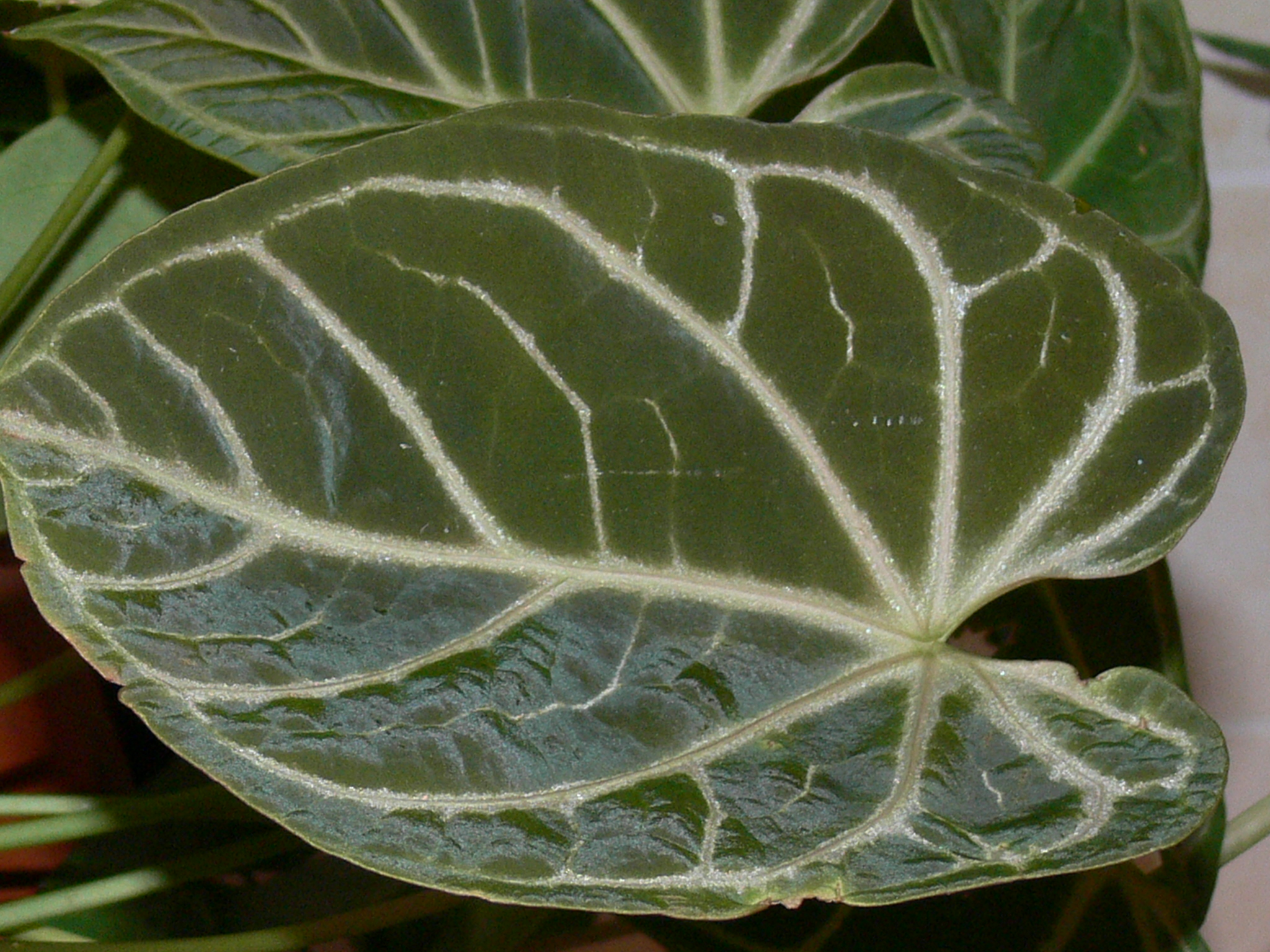
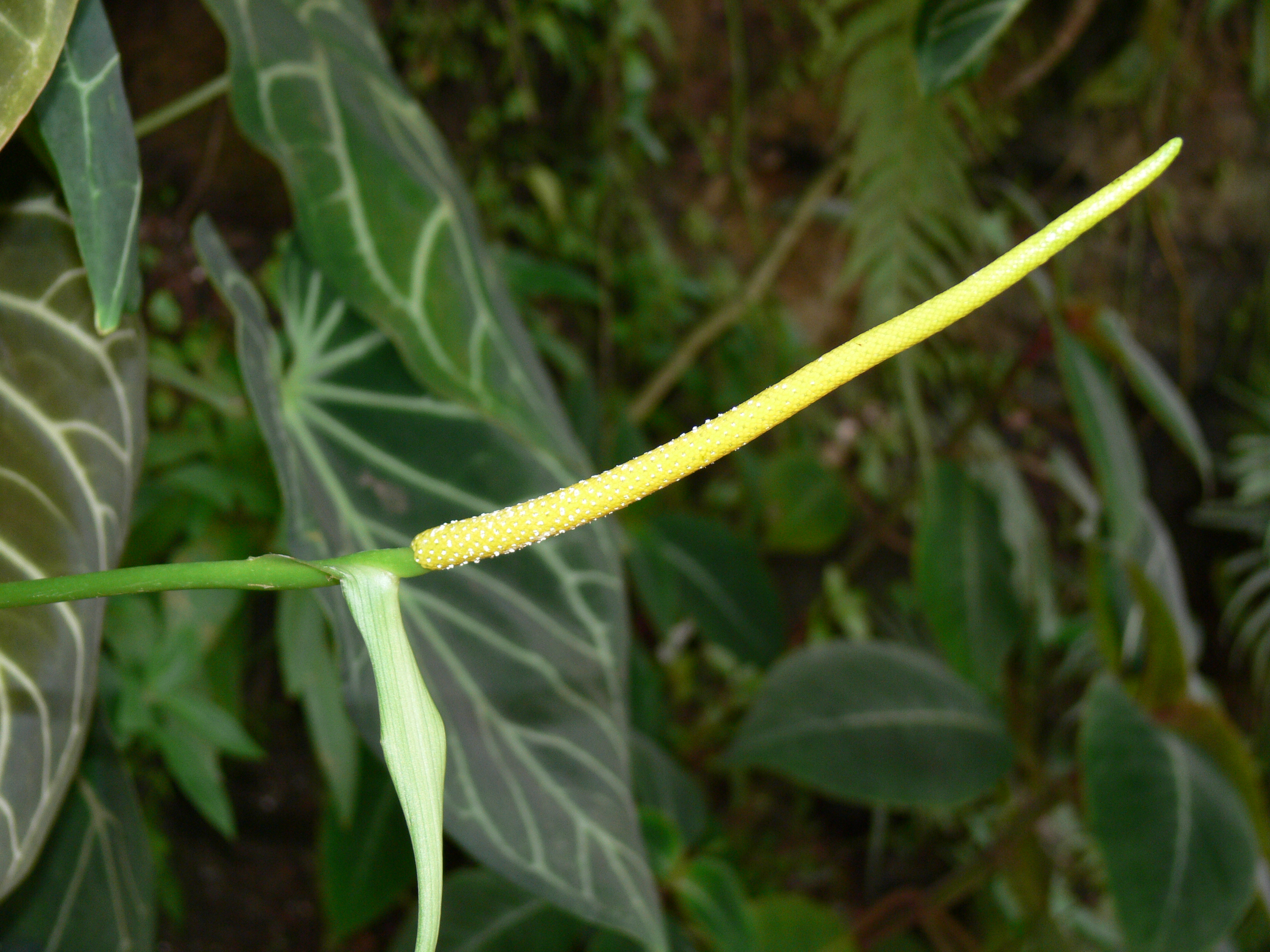
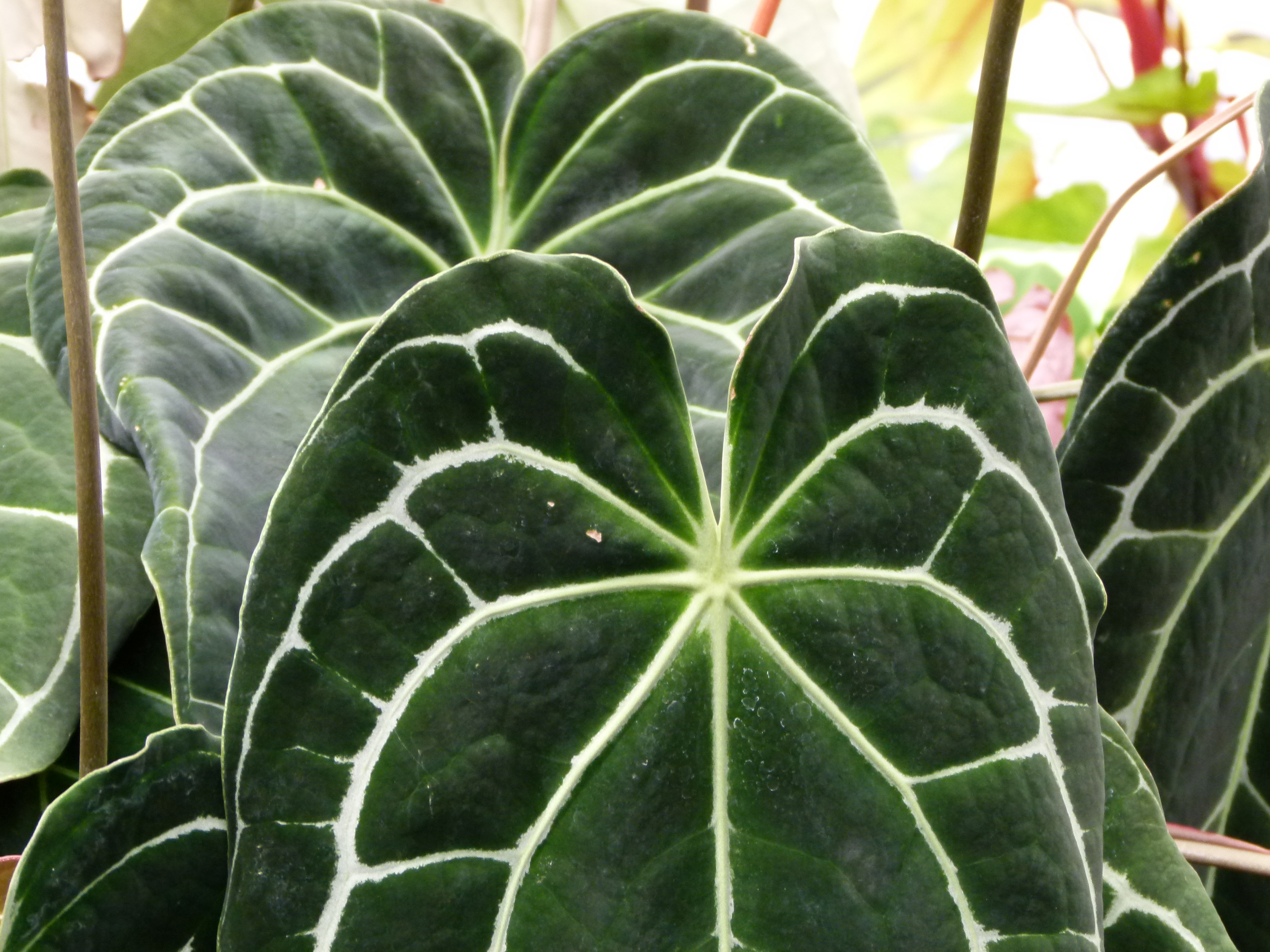